# Baga La
Baga La – (nep. बगला भञ्ज्याङ, Baglā Bhañjyāṅ) — przełęcz położona w zachodnim Nepalu, w Himalajach, na wysokości około 5169 m n.p.m. Znajduje się na wschód od jeziora Phoksundo, w dystrykcie Dolpa, w pobliżu wioski Ringmo na trasie z tej wioski do przełęczy Numa La. Przełęcz jest jednym z punktów na popularnej trasie trekkingowej Lower Dolpo. 